# Judeo-hiszpańska Wikipedia
Judeo-hiszpańska Wikipedia – edycja Wikipedii tworzona w języku/dialekcie judeo-hiszpańskim (ladino).
Nie należy jej mylić z ladyńską Wikipedią – ideą tworzenia Wikipedii w języku ladyńskim (obecnie w fazie testów).
Na dzień 19 lutego 2007 roku zawierała 1087 artykułów. W opublikowanym w dniu 1 lutego tegoż roku rankingu wszystkich edycji językowych, uwzględniającym liczbę haseł, edycja ta zajmowała 125. pozycję.